# Västerbotten (hạt)
Hạt Västerbotten (Västerbottens län) là một hạt hay län ở phía bắc Thụy Điển. Hạt này giáp các hạt Västernorrland, Jämtland, and Norrbotten, cũng như hạt Nordland của Na Uy và vịnh Bothnia.
Hạt Västerbotten nằm trên khu vực tỉnh Västerbotten và một phần các tỉnh Lapland và Ångermanland.

## Các đô thị
- Bjurholm
- Dorotea
- Lycksele
- Malå
- Nordmaling
- Norsjö
- Robertsfors
- Skellefteå
- Sorsele
- Storuman
- Umeå
- Vilhelmina
- Vindeln
- Vännäs
- Åsele